# اسکاتلند (ایندیانا)
اسکاتلند (به انگلیسی: Scotland) یک منطقهٔ مسکونی در ایالات متحده آمریکا است که در شهرستان گرین، ایندیانا واقع شده‌است. اسکاتلند ۱٫۵ کیلومتر مربع مساحت و ۱۳۴ نفر جمعیت دارد و ۱۸۵٫۹۳ متر بالاتر از سطح دریا واقع شده‌است.